# Samarskit
Samarskit var beteckningen på ett nioboxidmineral som numera är uppdelat i ett med yttrium och järn och ett annat med ytterbium. Utöver det nominella innehållet kan mineralen innehålla tantal, uran, cerium och andra sällsynta jordartsmetaller.

## Etymologi och historia
Mineralet har namn efter den ryske bergsmannen V. E. Samarskij-Bychovets (1803-1870).
Sedan år 2019 är mineralet uppdelat i:
samarskit-(Y) med kemisk formel YFe3+Nb2O8 (tidigare Y,Fe3+,Fe2+,U,Th,Ca)2(Nb,Ta)2O8)
och samarskit-(Yb) med formel YbNbO4. 

## Förekomst och användning
Samarskit förekommer i granit med sällsynta jordartsmetaller och med andra sällsynta mineral. Det uppträder tillsammans med columbit, zirkon, monazit, uraninit, aeschynit, magnetit, albit, topas, beryll, muskovit och biotit.
Mineralet förekommer i bland annat Ural och North Carolina, USA, samt sällsynt i Norge. Kolsva fältspatsgruva är en känd svensk fyndort för mineralet. Mineralet har använts för tillverkning av glödnät i Auerbrännare.